# Trocnada alpina
Trocnada alpina är en insektsart som beskrevs av Evans 1939. Trocnada alpina ingår i släktet Trocnada och familjen dvärgstritar. Inga underarter finns listade i Catalogue of Life.